# Rhigioglossa capensis
Rhigioglossa capensis är en tvåvingeart som beskrevs av Chainey 1987. Rhigioglossa capensis ingår i släktet Rhigioglossa och familjen bromsar. Inga underarter finns listade i Catalogue of Life.